# Schausia gladiatoria
Schausia gladiatoria är en fjärilsart som beskrevs av Holland 1893. Schausia gladiatoria ingår i släktet Schausia och familjen nattflyn. Inga underarter finns listade.